# Región de Rukwa
Rukwa es una de las treintaiuna regiones administrativas en las que se encuentra dividida la República Unida de Tanzania. Su capital es la ciudad de Sumbawanga.

## Distritos
Esta región se encuentra subdividida internamente en tan solo 4 distritos:
- Mpanda
- Nkasi
- Sumbawanga urbano
- Sumbawanga rural

## Territorio y población
La región de Rukwa tiene una extensión de 22.792 kilómetros cuadrados. Según el censo de 2022, su población era de 1.540.519 personas. La densidad poblacional es de 67'6 habitantes por kilómetro cuadrado.
- Datos: Q153329
- Multimedia: Rukwa Region / Q153329